# Фальковський Данило Сергійович
Данило Сергійович Фальковський (нар. 21 травня 1999) — український футболіст та футзаліст, півзахисник клубу «Металург».

## Життєпис
Вихованець кропивницької «Зірки», у футболці якої з 2011 по 2016 рік грав в обласних юнацьких змаганнях та ДЮФЛУ. З 2016 по 2017 рік грав за юнацьку та молодіжну команду «Зірки» та «Олександрії». З 2018 по 2019 рік виступав за «Кристал» (Чортків) в аматорському чемпіонаті України та чемпіонаті Тернопільської області, а також у чемпіонаті Кіровоградської області з футзалу в «Металурзі» (Кропивницький район).
Під час зимової перерви сезону 2018/19 років перейшов до «Миколаєва-2», у футболці якого дебютував 6 квітня 2019 року в програному (0:2) виїзному поєдинку 18-го туру групи «Б» Другої ліги проти новокаховської «Енергії». Данило вийшов на поле в стартовому складі та відіграв увесь матч. У складі першої команди «корабелів» дебютував 6 жовтня 2020 року в переможному (1:0) домашньому поєдинку 5-го туру Першої ліги України проти краматорського «Авангарду». Фальковський вийшов на поле на 90-ій хвилині, замінивши Вадима Яворського. Дебютним голом за «Миколаїв-2» відзначився 30 жовтня 2020 року на 13-ій хвилині (реалізував пенальті) переможного (1:0) виїзного поєдинку 9-го туру групи «Б» проти «Нікополя». Данило вийшов на поле в стартовому складі та відіграв увесь матч.